# Heinrich Nicklisch
Heinrich Karl Nicklisch (* 19. Juli 1876 in Tettau; † 28. April 1946 in Berlin) war ein deutscher Professor in der Aufbauzeit der deutschen Betriebswirtschaftslehre.

## Leben
Nicklisch, geboren auf einem Bauernhof im heute südbrandenburgischen Tettau, besuchte, da er als jüngstes Kind den Hof des Vaters nicht übernehmen konnte, das Lehrerseminar. Er gehörte mit Eugen Schmalenbach und Fritz Schmidt zu den ersten Studenten der 1898 neugegründeten Handelshochschule Leipzig, an der er das Examen für Diplom-Handelslehrer ablegte. 1903 wurde er in Tübingen promoviert und kehrte dann wieder in die Praxis zurück. 1910 erfolgte die Berufung zum Ordinarius für Einzelwirtschaftslehre an der Handelshochschule Mannheim, der heutigen Universität Mannheim. Im Jahr 1921 folgte er dem Ruf auf einen Lehrstuhl an der Handelshochschule Berlin, deren Rektor er ein Jahr später wurde. Schon sehr früh stellte sich Nicklisch dem nationalsozialistischen Regime zur Verfügung. Er glaubte, im nationalsozialistischen Programm seine Ideen von der Betriebsgemeinschaft, der unternehmerischen Tätigkeit als Dienst an der Gemeinschaft, der Wertbezogenheit der Wissenschaft bestätigt zu sehen. Am 13. März 1940 beantragte er die Aufnahme in die NSDAP und wurde zum 1. April desselben Jahres aufgenommen (Mitgliedsnummer 8.011.861). „Nach Kriegsende verlor Nicklisch seine Position wegen seiner Parteizugehörigkeit.“ Seine Grabstätte befindet sich auf dem Südwestkirchhof Stahnsdorf.
Er war Angehöriger der RSC-Corps Hermunduria Leipzig und Hansea Mannheim.

## Leistungen
Im Jahre 1920 schuf Nicklisch sein bedeutendstes Werk, die Schrift Der Weg aufwärts! Organisation. Ab 1951, mit dem Erscheinen von Erich Gutenbergs Grundlagen der Betriebswirtschaftslehre – Die Produktion, ging Nicklischs Einfluss auf die Betriebswirtschaftslehre schlagartig zurück. Heute sieht man Nicklischs Verdienst in dem Versuch, einen Systementwurf der Betriebswirtschaftslehre auf den Gesetzmäßigkeiten der Zusammenarbeit von Menschen im Betrieb zu entwickeln. Er wollte weg von der BWL als Profitlehre zu einer ethisch-normativen BWL.

## Werke
- Handelsbilanz und Wirtschaftsbilanz. Nationalökonomische Studien. Ochs, Magdeburg 1903 (Reprint Auvermann, Glashütten i. Ts. 1972).
- Kartellbetrieb. Poeschel, Leipzig 1909.
- Die Entwicklung der Handelswissenschaften an den Handelshochschulen. Rede, gehalten zur Eröffnung des Wintersemesters 1911/12. Poeschel, Leipzig 1911.
- Der Weg aufwärts! Organisation. Versuch einer Grundlegung. Proeschel, Stuttgart 1920. (2., neubearb. Aufl. 1922).
- Die Betriebswirtschaft. 7. Aufl., Stuttgart 1932 (Reprint Auvermann, Glashütten i. Ts. 1972).
- Neue deutsche Wirtschaftsführung. Proeschel, Stuttgart 1933.
- Die Lenkung der Wirtschaft. Proeschel, Stuttgart 1935.
- Die betriebswirtschaftliche Problematik der Kriegsfinanzierung: Preise und Kriegsfinanzbedarf [Probleme der Kriegsfinanzierung. Vorträge … 1940]. In: Weltwirtschaftliches Archiv. 51 (1940),3 S. 553–569

## Gedenken
Am 19. Juli 2009 wurde an seinem Geburtshaus in Tettau eine Bronzegedenktafel für Nicklisch im Beisein seiner Enkel eingeweiht.